# Головачи (Курская область)
Головачи — деревня в Фатежском районе Курской области России. Входит в состав Большежировского сельсовета.

## География
Деревня находится в северной части Курской области, в пределах Дмитриевско-Курской гряды, в лесостепной зоне, к востоку от реки Грязная Рудка (правый приток реки Руды), на расстоянии примерно 23 километров (по прямой) к юго-западу от города Фатежа, административного центра района. Абсолютная высота — 202 метра над уровнем моря.

### Климат
Климат характеризуется как умеренно континентальный, с тёплым летом и умеренно холодной зимой. Среднегодовая температура — 4,9 °C. Средняя температура воздуха самого тёплого месяца (июля) — 16 — 20 °C (абсолютный максимум — 40 °C); самого холодного (января) — −12 — −5 °C (абсолютный минимум — −37 °C). Продолжительность безморозного периода составляет в среднем 151 день. Вегетационный период длится около 182 дней. Среднегодовое количество атмосферных осадков составляет 582 мм, из которых 460 мм выпадает в период с апреля по октябрь. Снежный покров держится в течение 139 дней.

### Часовой пояс
Деревня Головачи, как и вся Курская область, находится в часовой зоне МСК (московское время). Смещение применяемого времени относительно UTC составляет +3:00.

## Население
| 2002 | 2010 |
| ---- | ---- |
| 39   | ↘20  |

### Половой состав
По данным Всероссийской переписи населения 2010 года в половой структуре населения мужчины составляли 55 %, женщины — соответственно 45 %.

### Национальный состав
Согласно результатам переписи 2002 года, в национальной структуре населения русские составляли 100 %.

## Инфраструктура
Личное подсобное хозяйство. В деревне 16 домов.

## Транспорт
Головачи находится в 16 км от автодороги федерального значения М2 «Крым» (Москва — Тула — Орёл — Курск — Белгород — граница с Украиной) как часть европейского маршрута E105, в 25 км от автодороги регионального значения 38К-017 (Курск — Льгов — Рыльск — граница с Украиной) как часть европейского маршрута E38, в 3,5 км от автодороги межмуниципального значения 38Н-221 (М-2 «Крым» — Кромская), в 26 км от ближайшего ж/д остановочного пункта 433 км (линия Льгов I — Курск).
В 148 км от аэропорта имени В. Г. Шухова (недалеко от Белгорода).